# みことあけみ
みこと あけみは日本のイラストレーター、漫画家。群馬県出身。
主にライトノベルのイラストを担当する。Yellow avantgard（イエローアバンギャルド）という名の同人サークルを運営している。

## 担当作品

### イラスト提供
- みにくいあひるの恋（著：日日日、MF文庫J/2009年）
- ばけてろ（著：十文字青、角川スニーカー文庫/2009年）
- 豆富小僧 - 本文挿絵（著：京極夏彦、角川つばさ文庫/2011年）
- 戦国ぼっち - 表紙・挿絵（著：瀧津孝、桜ノ杜ぶんこ/2013年）
- 艦隊これくしょん -艦これ- - 高雄、愛宕のキャラクターデザイン（角川ゲームス/2013年）
- 蒼き鋼のアルペジオ -アルス・ノヴァ- - 第7話エンドカード（2013年）
- 忍びっ娘ヴァルキリー - 表紙・挿絵（著：瀧津孝、桜ノ杜ぶんこ/2014年）
- エイルン・ラストコード 〜架空世界より戦場へ〜（著：東龍乃助、MF文庫J/2015年）
- かませ系ヒロインルートの結末を俺は知らない（著：鏡遊、角川スニーカー文庫/2015年 - 2016年）
- 異世界覚醒超絶クリエイトスキル 〜生産・加工に目覚めた超有能な僕を、世界は放っておいてくれないようです〜（著：たかた、ドラゴンノベルス/2020年）
- Doggy House Hound（著：ポチ吉、オーバーラップノベルス/2020年）
- 凡骨新兵のモンスターライフ（著：橋広功、TOブックス/2021年）
- 隠居暮らしのおっさん、女王陛下の剣となる 〜引退騎士は娘のために王国筆頭騎士に返り咲く〜（著：天酒之瓢、DREノベルス/2024年）
- カナンの城 〜亡国の王女と世界の秘宝、それを巡る最強盗賊団と覇権国家の大活劇〜（著：駄犬、オーバーラップノベルス/2025年）

### ゲーム原画
- ひなたテラス 〜We don't abandon you.〜（戯画/2011年）[1]
- ホチキス（戯画/2012年）[2]
- キスベル（戯画/2012年）[3]
- キスアト（戯画/2014年）
- ハルキス（戯画/2015年）
- リプキス（戯画/2016年）
- フルキス（戯画/2017年）

### 漫画
- 放課後補習室 (COMICポプリクラブ 2009年6月号)
- 人の部屋で何してる… (COMICポプリクラブ 2009年8月号)
- といいつつも… (COMICポプリクラブ 2009年10月号)
- アウトロウズ (コミックPフラート VOL.2/COMICポプリクラブ 2009年12月号増刊)
- True Justice (コミックPフラート VOL.3/COMICポプリクラブ 2009年2月号増刊)
- 美しい国 (コミックPフラート VOL.4/COMICポプリクラブ 2010年4月号増刊)
- The Art (コミックPフラート VOL.5/COMICポプリクラブ 2010年6月号増刊)
- 恐怖の殺人魚!? (コミックPフラート VOL.6/COMICポプリクラブ 2010年8月号増刊)
- エイルン・ラストコード（原作：東龍乃助、月刊コンプエース 	2019年4月号 - 2019年8月号（以降休載））※同名小説のコミカライズ
- 異世界覚醒超絶クリエイトスキル 〜生産・加工に目覚めた超有能な僕を、世界は放っておいてくれないようです〜（原作：たかた、月刊コンプエース2020年9月号 - 2021年9月号）※同名小説のコミカライズ

### その他
- Cutie Honey Universe（第3話エンドカード）